# دودز لندینگ (کالیفرنیا)
دودز لندینگ (به انگلیسی: Douds Landing) یک منطقهٔ مسکونی در ایالات متحده آمریکا است که در شهرستان کالاوراس، کالیفرنیا واقع شده‌است. دودز لندینگ ۱٬۰۷۲ متر بالاتر از سطح دریا واقع شده‌است.